# Sheep farming in Barnet
Sheep farming in Barnet is het officieuze debuutalbum van de muziekgroep Toyah, genoemd naar leadzangeres Toyah Willcox. Het album kreeg haar naam toen men een aantal schapen zag in de dichtbevolkte wijk Barnet, dan wel het district eromheen. Toyah (en haar band) kwamen in de schijnwerpers te staan na een optreden in de detective Toola, die ook in Nederland is uitgezonden. Toyah had toen al haar "spraakmakende" kapsel. De muziek is een mengeling van punkmuziek, jazz, new wave, maar ook invloeden van progressieve rock zijn aanwezig in de gedaante van de theatrale zang/spreekstem van Toyah Willcox.
Het album begon als een ep met zes tracks. De ep werd al snel opgevolgd door een albumversie, in eerste instantie alleen in Duitsland. De ep werd daartoe onder andere aangevuld met de eerste single van Toyah Victims of the riddle. De hoezen zijn bijna hetzelfde. Op deze hoes drie enorme bollen van de radarbasis RAF Fylingdales. Het album haalde noch de Engelse, noch de Duitse, noch de Nederlandse albumlijsten (de drie landen waar het album uitgebracht werd).

## Musici
- Toyah Willcox – woorden (ze wordt expliciet geen zangeres genoemd; verbals tegenover vocals)
- Joel Bogen – gitaar
- Mark Henry – basgitaar
- Pete Bush – toetsinstrumenten
- Steve Bray – drums

## Muziek

### Ep
| Nr. | Titel                                    | Duur |
| --- | ---------------------------------------- | ---- |
| 1.  | Neon womb (Willcox, Bogen, Bush)         | 4:24 |
| 2.  | Indecision (Willcox, Bogen, Bush, Henry) | 2:47 |
| 3.  | Waiting (Willcox, Bray)                  | 3:16 |

| Nr. | Titel                               | Duur |
| --- | ----------------------------------- | ---- |
| 1.  | Our movie (Willcox, Bogen, Bush)    | 3:04 |
| 2.  | Danced (Willcox, Bogen, Bush)       | 5:13 |
| 3.  | Last goodbye (Willcox, Bogen, Bush) | 3:01 |

### Album
Het album valt in twee delen uiteen; Heaven en Hell

| Nr. | Titel                                                      | Duur |
| --- | ---------------------------------------------------------- | ---- |
| 1.  | Neon womb (Willcox, Bogen, Bush)                           | 4:24 |
| 2.  | Indecision (Willcox, Bogen, Bush, Henry)                   | 2:47 |
| 3.  | Waiting (Willcox, Bray)                                    | 3:16 |
| 4.  | Computer (Willcox, Bogen, Bush)                            | 3:06 |
| 5.  | Victims of the riddle (Willcox, Hales, James, Bogen, Bush) | 3:38 |
| 6.  | Elusive stranger (Willcox, Bogen Bush)                     | 4:51 |

| Nr. | Titel                                                      | Duur |
| --- | ---------------------------------------------------------- | ---- |
| 1.  | Our movie (Willcox, Bogen, Bush)                           | 3:04 |
| 2.  | Danced (Willcox, Bogen, Bush)                              | 5:13 |
| 3.  | Last goodbye (Willcox, Bogen, Bush)                        | 3:01 |
| 4.  | Victims of the riddle (Vivisection) (Willcox, Bogen, Bush) | 3:57 |
| 5.  | Race through space (Willcox, Hales, James, Bogen, Bush)    | 3:01 |

### Cd-2002
Op de 2002-versie van het album twee bonustracks van de derde single van Toyah.

| Nr. | Titel                                                | Duur |
| --- | ---------------------------------------------------- | ---- |
| 12. | Bird in flight (Willcox, Bogen, Bush, Francis, Bray) | 3:56 |
| 13. | Tribal look (Willcox, Bogen, Bush, Francis, Bray)    | 3:25 |